# فياتشيسلاف شتيروف
فياتشيسلاف أناتوليفيتش شتيروف (بالروسية: Вячеслав Анатольевич Штыров)، من مواليد 23 مايو 1953، رجل أعمال وسياسي روسي، أدار شركة تعدين الألماس العملاقة "ألمازي روسي - ساخا".